# Montpeyroux (Hérault)
 Montpeyroux  (en occitano Mont Peirós) es una población y comuna francesa, situada en la región de Languedoc-Rosellón, departamento de Hérault, en el distrito de Lodève y cantón de Gignac.

## Demografía
| 779 | 845 | 779 | 806 | 947 | 1084 |
| Para los censos de 1962 a 1999 la población legal corresponde a la población sin duplicidades (Fuente: INSEE [Consultar]) |     |     |     |     |      |